# اناویلاسام
اناویلاسام (به انگلیسی: Anavilasam) یک منطقهٔ مسکونی در هند است که در کرالا واقع شده‌است.

## خصوصیات
اناویلاسام ۶٬۸۷۰ نفر جمعیت دارد.